# Cristina Castaño Gómez
Cristina Castaño Gómez (Vilalba, 30 d'octubre de 1978) és una actriu gallega. Un dels seus papers més coneguts és el de Judith Becker a la sèrie de televisió La que se avecina de Telecinco.

## Filmografia

### Teatre
- Las manzanas del viernes (1999-2000)
- Fashion feeling music (2002)
- Fama, el musical (2006-2008)
- Tartufo (2011)
- La llamada (2013)

### Televisió
- Compañeros (1999)
- Pratos combinados (2000-2001)
- Al salir de clase (2000-2002)
- El comisario (2002, 2008-2009)
- No tocar (2003)
- Lengua de gato (2003)
- XXL (2004)
- 7 vidas (2005)
- Hospital Central (2005)
- 4º sen ascensor (2005)
- Sin plomo (2006)
- Con dos tacones (2006)
- Hospital Central (2006)
- Días azules (2006)
- Herederos (2007-2008)
- En el apartamento (2008)
- La que se avecina (2009-2016)
- El club de la comedia (2011-2012)
- Frágiles (2013)
- Lo Dejo Cuando Quiera (2019)

## Premis i nominacions
| Any  | Premi                     | Categoria                               | Títol             | Resultat   |
| ---- | ------------------------- | --------------------------------------- | ----------------- | ---------- |
| 2005 | Premis Mestre Mateo       | Millor interpretació femenina           | 4º sen ascensor   | Nominada   |
| 2007 | Festival de Cans          | Premi del jurat: Millor actriu          | Sen chumbo        | Guanyadora |
| 2009 | I Premis del Públic TV    | Millor actriu invitada                  | Herederos         | Nominada   |
| 2010 | II Premis del Públic TV   | Millor actriu de repartiment de comèdia | La que se avecina | Guanyadora |
| 2011 | III Premis del Públic TV  | Millor actriu de repartiment de comèdia | La que se avecina | Guanyadora |
| 2012 | IV Premis del Públic TV   | Millor actriu de repartiment de comèdia | La que se avecina | Nominada   |
| 2012 | I Premis Zapping Magazine | Millor actriu secundària                | La que se avecina | Guanyadora |